# Cécile Sorel
Céline Émilie Seurre in arte Cécile Sorel (Parigi, 17 settembre 1873 – Trouville-sur-Mer, 3 settembre 1966) è stata un'attrice francese.
Allieva di Madame Dorval e di Madame Favart, trascorse i primi anni della sua carriera recitando per il teatro leggero; entrata all'Odéon nel 1899, passò nel 1901 alla Comédie ove rimase come sociétaire fino al 1933 e dove si impose in parti di grande coquette portando nel teatro di prosa una ventata di operettistico divismo. Tra le interpretazioni più significative ricordiamo quelle della contessa ne Le mariage de Figaro e di Célimene ne Il misantropo (Le Misanthrope) di Molière.
Tornata al teatro leggero, in un repertorio a lei più congeniale, ove potevano trionfare il suo stravagante abbigliamento e l'eccentricità della sua personalità, apparve al Casino de Paris, all'Alhambra e in vari teatri di rivista parigini. Dal 1952, abbandonati quegli atteggiamenti che ne avevano fatto una sorta di intramontabile istituzione del teatro francese, si era ritirata in solitudine.